# Kanofer (herceg)
Kanofer ókori egyiptomi herceg és vezír volt a IV. vagy az V. dinasztia idején. Emellett viselte többek között „a hadsereg tábornoka” és „a királyi íjászok vezetője” címeket is. Nevének jelentése „szép/jó lélek”[forrás?]
Rainer Stadelmann és Michael Haase szerint lehet, hogy Sznofru fia volt, mert sírja tipikusan a IV. dinasztia elejére jellemző vonásokat mutat. Wolfgang Helck és Peter Der Manuelian szerint azonban valószínűbb, hogy Kanofer a IV. dinasztia végén vagy az V. dinasztia elején élt, mert sírja szokatlanul távol található Sznofru Vörös piramisától, a fáraó családtagjainak nekropoliszán kívül.
Sírja a dahsúri DAM 15 masztabasír, melyben megtalálták egy sztéléje töredékes darabjait. A sztélén említik feleségét, akinek neve nem maradt fenn, de nemes hölgy és Hathor papnője volt. Három gyermekük ismert, Kawab, Kanofer és Mereszanh.

## Fordítás
- Ez a szócikk részben vagy egészben  a   Kanefer című angol Wikipédia-szócikk ezen változatának fordításán alapul.  Az eredeti cikk szerkesztőit annak laptörténete sorolja fel. Ez a jelzés csupán a megfogalmazás eredetét és a szerzői jogokat jelzi, nem szolgál a cikkben szereplő információk forrásmegjelöléseként.